# MSC Orchestra
O MSC Orchestra é um navio de cruzeiro construído em 2007 e operado pela MSC Crociere. Ele é o segundo navio da Classe Musica. Ele podia, na época, acomodar 2.550 passageiros em 1.275 cabines. A maioria das cabines internas foram mais tarde equipadas com dois beliches, portanto, atualmente pode acomodar 3.200 passageiros, com uma tripulação de 987 pessoas.
Oito passageiros (quatro búlgaros e quatro lituanos) foram presos em 2010 depois de uma enorme quantidade de cocaína ser encontrada a bordo enquanto o navio estava atracado em Dover, no Reino Unido. Eles foram condenados em 2011, sendo detidos por 15 anos cada um.
Após vários anos navegando em outros destinos, teve seu retorno ao Brasil confirmado para a temporada 2024/2025. 
Em junho de 2025, enquanto navegava no Mediterrâneo, sofreu pane elétrica considerável que causou cancelamento de cruzeiros e fumaça a bordo. 

## Projeto
O navio tem um comprimento de 293,8 metros (964 pés) e largura de 32,20 metros (105,6 pés). O MSC Orchestra tem um calado de 7,88 metros (25,9 pés) e uma arqueação bruta de 92.409 toneladas, com capacidade para 2.550 passageiros e 987 tripulantes.